# فيلنا غاوون
إيليا بن شلومو زلمان كريمر، المعروف باسم فيلنا غاوون  أو فيلنا الإيليا أو غرا بالاختصار العبري («غاوون رابنيو ايلياهو») أو إيليا بن سليمان (23 من أبريل 1720م - 9 من أكتوبر 1797م)، عالم تلمود وحاخام وعالم قبالاهي وقائد سابق لليهود الحاسيديم في القرون القليلة المنصرمة. يشير المعنى المقصود من اسمه باللغة العبرية ha'Gaon ha'Chasid mi'Vilna إلى «عبقري فيلينوس الورع.»
كان غاوون واحدًا من الحكام الحاخامين الأكثر تأثيرًا في فترة العصور الوسطى، على الرغم من أنه كان من المعدودين ضمن الحكماء المعروفين والمنتمين للأخارونيم (Acharonim) إلا أن بعض الحكام المنتميين للريشونيم (Rishonim) الذين خلفوه قد اتبعوا نهجه (الحكام الحاخاميين في العصور الوسطى). كما أيدت مجموعات عديدة من الناس بما فيهم أكثر المدارس اليهودية (yeshivas) التقاليد والشعائر اليهودية التي تسمى (مينهاج) (minhag) أو «مينهاج ها-غرا،» (minhag ha-Gra) نسبة لاسمه، والتي تعد المينهاج السائد ليهود أشكناز (Ashkenazi) قاطني بيت المقدس.
وُلد غاوون في مدينة فيلينوس عاصمة دوقية ليتوانيا حيث ظهرت موهبته غير العادية منذ صغره. وعندما بلغ العشرين عامًا كان يعرض عليه الحاخاميون أكثر مشاكل هالاخاه تعقيدًا من أجل أحكامه الشرعية فيها. وكان كاتبًا منتجًا، حيث كان يكتب أعماله مثل حواشي التلمود البابلي والشولحان العاروخ والمعروف باسم بيوري ها-غرا («تنميق غرا») والتعليق السريع على منشاه (شينوث اف ايلياهو (Shenoth Eliyahu) («سنوات إيليا») وفهم أسفار موسى الخمسة التي يطلق عليها اسم أديريث ايلياهو (Adereth Eliyahu) («روعة إيليا»). واحتوت العديد من الأعمال القبالاهية على تعليقاته، كما تمت كتابة كلًا منسفر الأمثال وكتب تناخ في حياته. ولم يتم نشر أي منها على مدار حياته، وكانت هذه الكتب مكتوبة بخط اليد، كما منعه حياؤه وخجله من أن يسلم هذه الكتب لأي فرد خارج عائلته.
وعند بزوغ نفوذ حركة الحاسيديم في بلده، انضم فلينا غاوون للحاخامين ولرؤساء الطوائف البولوندية المعروفة باسم متناجدم (Mitnagdim) (حركة معادية للحاسيديم) للحد من تأثير الحاسيديم. وفي عام 1777 شُنّت أول حالة من حالات العزل ضد الحاسيديم في مدينة فيلنيوس.
وورد في المنشاه في تراكتيت بيه (Tractate Peah) (1:1) النص التالي: «تتساوى دراسة التوارة مع جميع الميتزفة (الوصايا)»، وساعد غاوون تلميذه النجيب الحاخام حاييم فولوزين (Chaim Volozhin) في تأسيس يشيفا (مدرسة يهودية) حيث يتم تعليم الآداب الحاخامية. وافتُتحت يشيفا في مدينة فولوزين (Volozhin) في عام 1803 بعد سنوات قليلة من موت غاوون مما أحدث تغيرًا كبيرًا في دراسة التوراة وتأثيرًا على اليهودي الأرثوذكس. وكان غاوون يحث تلاميذه على دراسة العلوم الدنيوية، وقد ترجم بعض الكتب الهندسية إلى اللغة اليديشية والعبرية، Sefer HaEuclid.[بحاجة لمصدر]
ويمكن أن نشاهد نماذج عبقرية غاوون في تعليقاته على أسفار التكوين في متن كتاب «أديريس الياهو» (Aderes Eliahu) الذي نشره ابنه باللغة العبرية مستخدمًا المطابع. ويطرح رامبان قائد الطائفة اليهودية الإسبانية القروسطية سؤالًا (على الرغم من أن غاوون لم يذكر سؤال رامبان إلا أن حفيد غاوون قام بربط سؤال رامبان في تعليقه على تعليقات جده) «هل ضوء غياب الظلام مثل ضوء توما الأكويني نابع من الأنبياء؟» ويعد التعليق الموجود في «أديريس الياهو» هو تعليق على الآية 1:4 في سفر التكوين.

## وصلات خارجية
- غاون فيلنيوس على موقع الموسوعة البريطانية (الإنجليزية)

- A Precious Legacy Works of the Vilner Gaon Eliyahu b. Zalman نسخة محفوظة 19 يوليو 2011 على موقع واي باك مشين.
- Biography from the Vilna Gaon Jewish State Museum
- Biography (University of Calgary)
- Biography by Eliezer C. Abrahamson
- Article on burial location
- Family tree
- Vilna Gaon Museum in Lithuania
- Biggest collection of Vilna Gaon links and initiative of global portal dedicated to Vilna Gaon
- The Vilna Gaon's Monumental Torah Edifice Adapted excerpt from the 3 volume work by Rabbi Dov Eliach: HaGaon
- Online English translation of the Gaon's work Kol HaTor, Voice of the Turtledove, written down by his student Rabbi Hillel MiShklov.
- "City of Luz": Torah, Kabbalah and Science - Orthodox Mysticism centered around the teachings of the Gaon of Vilna.
- Chisholm, Hugh, ed. (1911). "Elijah Wilna" . Encyclopædia Britannica (بالإنجليزية) (11th ed.). Cambridge University Press.